# Asamblea Metropolitana de Tokio
La Asamblea Metropolitana de Tokio (東京都議会 Tōkyō-to gikai?) es el parlamento prefectural de Metrópolis de Tokio, Japón.
Está compuesto de 127 miembros elegidos cada cuatro años en 42 distritos electorales por voto único no transferible. 23 distritos están homologados con los barrios especiales, 18 distritos conforman las ciudades, pueblos y villas de la zona de Tokio Occidental, y un distrito compone las islas externas (Islas Ogasawara e islas Izu).
La asamblea está encargada de redactar y enmendar las leyes prefecturales, la aprobación del presupuesto de la metrópoli y votar en designaciones administrativas importantes hechas por el gobernador de Tokio, incluyendo sus vicegobernadores.
Debido a la condición especial de la Metrópolis de Tokio con respecto a las demás prefecturas, el parlamento posee ciertos poderes que usualmente recaen en los parlamentos municipales, con el fin de armonizar una administración eficiente y unificada para los 23 barrios especiales.

## Historia
La asamblea se conformó primero a nivel prefectural en 1879, cuando existió la prefectura de Tokio, tomando el nombre de Tōkyō-fukai. Luego se transformó en la actual Asamblea Metropolitana en 1943, cuando Tokio pasó de ser de una prefectura a una metrópoli. Las primeras elecciones legislativas se realizaron el 13 de septiembre de 1943, tomando posesión el 11 de octubre unos 100 parlamentarios.
Tras la rendición de Japón, se realizaron las segundas elecciones el 30 de abril de 1947, ahora aumentado a 120 miembros. Las últimas elecciones realizadas fueron el 2 de julio de 2017, siendo la número 20 en realizarse.

## Composición actual
Las últimas elecciones prefecturales se realizaron el 2 de julio de 2017. Al 29 de julio de 2017, la asamblea está conformada por:
| Composición de la Asamblea Metropolitana de Tokio                                                                                                  | Composición de la Asamblea Metropolitana de Tokio |
| Grupo parlamentario y partido mayoritario (si hay)                                                                                                 | Escaños                                           |
| --- | ------------------------------------------------- |
| Tomin fâsuto no kai Tōkyō togi-dan ("Gobierno metropolitano del primer grupo de residentes de la metrópolis de Tokio") Tomin First no Kai          | 55                                                |
| Togikai Kōmeitō ("Asamblea Metropolitana Komeito") Kōmeitō                                                                                         | 23                                                |
| Tōkyō-togikai jiyūminshutō ("Partido Liberal Democrático - Asamblea Metropolitana de Tokio") Partido Liberal Democrático                           | 22                                                |
| Nihon kyōsantō Tōkyō-togikai giin-dan ("Grupo de miembros del Partido Comunista de la Asamblea Metropolitana de Tokio") Partido Comunista de Japón | 19                                                |
| Togikai Minshintō ("Partido Democrático Asamblea Metropolitana") Partido Democrático                                                               | 5                                                 |
| sin grupo parlamentario: [Togikai seikatusha nettowāku ("Red de ciudadanos/consumidores de la Asamblea Metropolitana")] Tokyo Seikatsusha Network  | 1                                                 |
| sin grupo parlamentario: [Nippon ishin no kai Tōkyō-togikai ("Iniciativas desde Japón - Asamblea Metropolitana de Tokio")] Nippon Ishin no Kai     | 1                                                 |
| sin grupo parlamentario: [Shinpū jiyūminshutō ("Nuevo Partido Liberal Democrático")] antiguo PLD                                                   | 1                                                 |
| Total | 127                                               |

## Distritos electorales
La mayoría de los distritos electorales corresponden a sus municipalidades, pero algunos distritos corresponden a los antiguos condados (abolidos como unidad administrativa en 1921, pero sirvieron por definición como distritos electorales para las asambleas prefecturales en la época imperial), llamados Tama Oeste (Nishi-Tama), Tama Norte (Kita-Tama) y Tama Sur (Minami-Tama). Los pueblos y villas en las islas nunca estuvieron subordinados a los condados, pero las cuatro subprefecturas juntas forman el distrito electoral insular.
| Distritos electorales                     | Distritos electorales                                                                                             | Distritos electorales                     | Distritos electorales         | Distritos electorales                                                       | Distritos electorales         |
| Barrios especiales de Tokio e Islas Tokio | Barrios especiales de Tokio e Islas Tokio                                                                         | Barrios especiales de Tokio e Islas Tokio | Tokio Occidental/Área de Tama | Tokio Occidental/Área de Tama                                               | Tokio Occidental/Área de Tama |
| Distrito                                  | Municipios, subprefecturas                                                                                        | Circunscripción                           | Distrito                      | Municipios, condados                                                        | Circunscripción               |
| ----------------------------------------- | --- | ----------------------------------------- | ----------------------------- | --------------------------------------------------------------------------- | ----------------------------- |
| Chiyoda                                   | barrio especial de Chiyoda                                                                                        | 1                                         | Hachiōji                      | ciudad de Hachiōji                                                          | 5                             |
| Chūō                                      | barrio especial de Chūō                                                                                           | 1                                         | Tachikawa                     | ciudad de Tachikawa                                                         | 2                             |
| Minato                                    | barrio especial de Minato                                                                                         | 2                                         | Musashino                     | ciudad de Musashino                                                         | 1                             |
| Shinjuku                                  | barrio especial de Shinjuku                                                                                       | 4                                         | Mitaka                        | ciudad de Mitaka                                                            | 2                             |
| Bunkyō                                    | barrio especial de Bunkyō                                                                                         | 2                                         | Ōme                           | ciudad de Ōme                                                               | 1                             |
| Taitō                                     | barrio especial de Taitō                                                                                          | 2                                         | Fuchū                         | ciudad de Fuchū                                                             | 2                             |
| Sumida                                    | barrio especial de Sumida                                                                                         | 3                                         | Akishima                      | ciudad de Akishima                                                          | 1                             |
| Kōtō                                      | barrio especial de Kōtō                                                                                           | 4                                         | Machida                       | ciudad de Machida                                                           | 3                             |
| Shinagawa                                 | barrio especial de Shinagawa                                                                                      | 4                                         | Koganei                       | ciudad de Koganei                                                           | 1                             |
| Meguro                                    | barrio especial de Meguro                                                                                         | 3                                         | Kodaira                       | ciudad de Kodaira                                                           | 2                             |
| Ōta                                       | barrio especial de Ōta                                                                                            | 8                                         | Hino                          | ciudad de Hino                                                              | 2                             |
| Setagaya                                  | barrio especial de Setagaya                                                                                       | 8                                         | Nishitōkyō                    | ciudad de Nishitōkyō                                                        | 2                             |
| Shibuya                                   | barrio especial de Shibuya                                                                                        | 2                                         | Nishi-Tama (Tama Oeste)       | ciudad de Fussa ciudad de Hamura ciudad de Akiruno distrito de Nishi-tama   | 2                             |
| Nakano                                    | barrio especial de Nakano                                                                                         | 4                                         | Nishi-Tama (Tama Oeste)       | ciudad de Fussa ciudad de Hamura ciudad de Akiruno distrito de Nishi-tama   | 2                             |
| Suginami                                  | barrio especial de Suginami                                                                                       | 6                                         | Minami-Tama (Tama Sur)        | ciudad de Tama ciudad de Inagi                                              | 2                             |
| Toshima                                   | barrio especial de Toshima                                                                                        | 3                                         | Minami-Tama (Tama Sur)        | ciudad de Tama ciudad de Inagi                                              | 2                             |
| Kita                                      | barrio especial de Kita                                                                                           | 4                                         | Kita-Tama (Tama Norte) 1      | ciudad de Higashimurayama ciudad de Higashiyamato ciudad de Musashimurayama | 3                             |
| Arakawa                                   | barrio especial de Arakawa                                                                                        | 2                                         | Kita-Tama (Tama Norte) 1      | ciudad de Higashimurayama ciudad de Higashiyamato ciudad de Musashimurayama | 3                             |
| Itabashi                                  | barrio especial de Itabashi                                                                                       | 5                                         | Kita-Tama (Tama Norte) 2      | ciudad de Kokubunji ciudad de Kunitachi                                     | 2                             |
| Nerima                                    | barrio especial de Nerima                                                                                         | 6                                         | Kita-Tama (Tama Norte) 2      | ciudad de Kokubunji ciudad de Kunitachi                                     | 2                             |
| Adachi                                    | barrio especial de Adachi                                                                                         | 6                                         | Kita-Tama (Tama Norte) 3      | ciudad de Chōfu ciudad de Komae                                             | 2                             |
| Katsushika                                | barrio especial de Katsushika                                                                                     | 4                                         | Kita-Tama (Tama Norte) 3      | ciudad de Chōfu ciudad de Komae                                             | 2                             |
| Edogawa                                   | barrio especial de Edogawa                                                                                        | 5                                         | Kita-Tama (Tama Norte) 4      | ciudad de Kiyose ciudad de Higashikurume                                    | 2                             |
| Islas                                     | Islas Tokio (subprefectura de Ōshima subprefectura de Miyake subprefectura de Hachijō subprefectura de Ogasawara) | 1                                         | Kita-Tama (Tama Norte) 4      | ciudad de Kiyose ciudad de Higashikurume                                    | 2                             |
| Islas                                     | Islas Tokio (subprefectura de Ōshima subprefectura de Miyake subprefectura de Hachijō subprefectura de Ogasawara) | 1                                         |                               |                                                                             |                               |